# Чжан Чанхун (спортивний стрілець)
Чжан Чанхун (14 лютого 2000 , Лункоу, Шаньдун ) — китайський стрілець, встановивши новий світовий та олімпійський рекорд, став олімпійським чемпіоном 2020 року.

## Виступи на Олімпіадах
| Олімпіада  | Дисципліна                            | Місце |
| ---------- | ------------------------------------- | ----- |
| Токіо 2020 | гвинтівка з трьох положень, 50 метрів | 1     |

## Зовнішні посилання
- Чжан Чанхун [Архівовано 14 лютого 2022 у Wayback Machine.] на сайті ISSF

1. ↑  https://www.olympedia.org/athletes/2502763